# فريد أباسوف
فريد أباسوف (بالأذرية: Fərid Abbasov Xanlar oğlu)‏ Farid Abbasov لاعب شطرنج أذربيجاني يحمل لقب أستاذ كبير.
- ولد في 31 يناير 1979.
- احتل المركز الثاني في بطولة أوروبا للشباب للشطرنج عام 1997.
- حصل على لقب أستاذ دولي عام 2001.

## روابط خارجية
- فريد أباسوف على موقع الاتحاد الدولي للشطرنج (الإنجليزية)
- فريد أباسوف على موقع مباريات الشطرنج (الإنجليزية)
- فريد أباسوف على موقع 365Chess.com (الإنجليزية)
- فريد أباسوف على موقع Chesstempo.com (الإنجليزية)